# Aeroportul San Jose
Aeroportul San Jose (IATA: SJI, ICAO: RPUH) este un aeroport din Mimaropa⁠(d), Filipine ce deservește zona San Jose⁠(d). Aeroportul a fost tranzitat în 2022 de 37.712 pasageri. A fost deschis în 1951 și numit după zona deservită.
Situat la o altitudine de 4 m, aeroportul dispune de 1 pistă. Este operat de Civil Aviation Authority of the Philippines⁠(d).

## Infrastructură

### Piste
Aeroportul dispune de o singură pistă. Pista are orientarea 10/28. 